# Renia bipunctalis
Renia bipunctalis là một loài bướm đêm trong họ Noctuidae.